# Willem de Kooning
Willem de Kooning (Roterdão, 24 de abril de 1904 — Long Island, 19 de março de 1997) foi um pintor, escultor e desenhista neerlandês naturalizado estadunidense, um dos principais nomes do expressionismo abstrato e um dos pioneiros da action painting.

## Biografia
Os pais de Willem, Leendert de Kooning e Cornelia Nobel, divorciaram-se quando ele tinha cerca de cinco anos de idade. De Kooning morou primeiro com seu pai e depois com sua mãe. Deixou a escola em 1916 e se tornou aprendiz em uma empresa de artistas comerciais. Até 1924 frequentou aulas noturnas na Academie van Beeldende Kunsten en Technische Wetenschappen (Academia de Belas Artes e Ciências Aplicadas) de Roterdão, visitou museus na Bélgica e teve lições de arte em Bruxelas e Antuérpia.
Em 1926 viajou para os Estados Unidos como passageiro clandestino no navio Shelley, um cargueiro britânico que seguia para a Argentina, e em 15 de agosto aportou em Newport News, Virgínia. Viveu numa pensão de marinheiros e inicialmente trabalhou como pintor de paredes. Em 1927 mudou-se para Manhattan, Nova Iorque, onde abriu uma oficina, sustentando-se com trabalhos de carpintaria, pintura de casas e arte comercial.
De Kooning começou a se dedicar à pintura artística durante o tempo que tinha livre e, em 1928, ingressou na colônia de artistas de Woodstock, Nova Iorque. Neste período fez contatos com alguns artistas modernistas ativos na cidade. Entre eles estavam o americano Stuart Davis, o armênio Arshile Gorky e o russo John Graham, que De Kooning chamava de "Três Mosqueteiros". Gorky tornou-se um amigo próximo e, por pelo menos dez anos, uma influência importante. Balcomb Greenedisse que "De Kooning virtualmente adorava Gorky"; de acordo com Aristodimos Kaldis, "Gorky era o mestre de De Kooning". O desenho de De Kooning Autorretrato com irmão imaginário, de cerca de 1938, pode mostrá-lo com Gorky; a pose das figuras é a de uma fotografia de Gorky com Peter Busa por volta de 1936.
Em 1934 juntou-se ao grupo Artists Union, e em 1935 trabalhou no Federal Art Project da Works Progress Administration, para a qual projetou vários murais. Nenhum deles foi executado, mas um esboço para um foi incluído na mostra New Horizons in American Art no Museu de Arte Moderna, sua primeira exposição coletiva. A partir de 1937, quando De Kooning teve que deixar o Federal Art Project por não ter cidadania americana, começou a trabalhar em tempo integral como artista, ganhando dinheiro com encomendas e dando aulas.
Em 1938 começou sua série intitulada Mulheres, que causou sensação no circuito artístico, com um tema que se tornaria recorrente em sua produção. Na década de 1940 juntou-se a um grupo de artistas, incluindo Jackson Pollock, Franz Kline, Robert Motherwell, Adolph Gottlieb, Ad Reinhardt, Barnett Newman e Mark Rothko, que formariam a chamada Escola de Nova Iorque. Eles lutavam para encontrar um caminho pessoal que superasse as grandes correntes da época, como o cubismo, o surrealismo e o regionalismo. Seus gestos emotivos e peças abstratas foram o resultado de sua tentativa de se distanciar dos outros movimentos. O estilo que eles inauguraram se tornou conhecido como expressionismo abstrato ou action painting. Em abril de 1948 inaugurou sua primeira individual na Charles Egan Gallery, que marcou sua consagração como um grande artista. A mostra incluía uma série de abstrações em preto e branco que havia iniciado em 1946. Em 1951 recebeu a Medalha Logan e o Prêmio de Compra do Art Institute de Chicago por sua abstração em grande escala Excavation (1950). Neste período recebeu o importante apoio de Clement Greenberg e mais tarde de Harold Rosenberg, os dois mais influentes críticos em atividade em Nova Iorque.

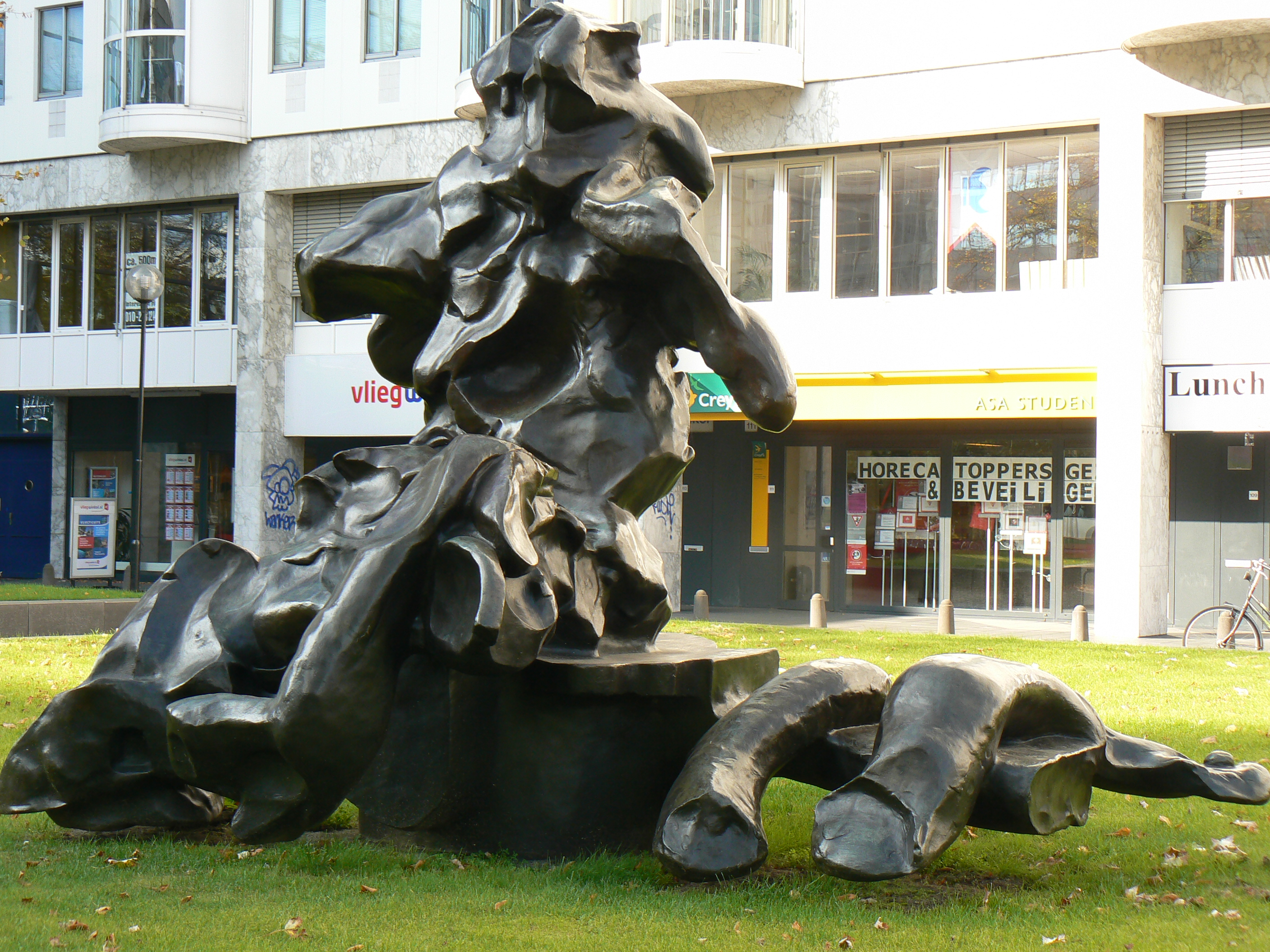
Mulher sentada, escultura em bronze.

As mulheres do início dos anos 1950 foram seguidas por paisagens urbanas abstratas, vistas de parques, paisagens rurais e, na década de 1960, um novo grupo de mulheres. Em 1962 obteve a cidadania estadunidense e em 1963 instalou-se num grande atelier em East Hampton. Em 1964 recebeu a Medalha Presidencial da Liberdade. Em 1968 visitou a Holanda pela primeira vez desde 1926 para a abertura de sua retrospectiva no Museu Stedelijk, em Amsterdã. Em Roma, em 1969, fez suas primeiras experiências em escultura, com figuras pequenas modeladas em argila e posteriormente fundidas em bronze, e em 1970-71 começou uma série de figuras em tamanho natural. Em 1979 recebeu o Prêmio Andrew W. Mellon, acompanhado por uma exposição no Carnegie Institute, em Pittsburgh. Em 1989 continuava a pintar e a expor, embora já atingido pela doença de Alzheimer, que por fim o levaria à invalidez. Sua última obra data de 1991. Morreu em Nova Iorque em 1997 aos 92 anos.
Foi casado com Elaine Fried, também artista. Encontraram-se em 1938 e se casaram em 1943, mas foi uma união tumultuada. Mantinham um casamento aberto, e ambos passaram temporadas lutando contra o alcoolismo, depressão e falta de recursos financeiros. Separaram-se em 1957 mas não se divorciaram, e em 1976 voltaram a viver juntos. Elaine manteve relacionamentos com figuras destacadas do mundo da arte e que ajudaram a carreira do marido. Willem teve uma filha, Lisa de Kooning, em 1956, como resultado de seu caso com Joan Ward.

## Obra

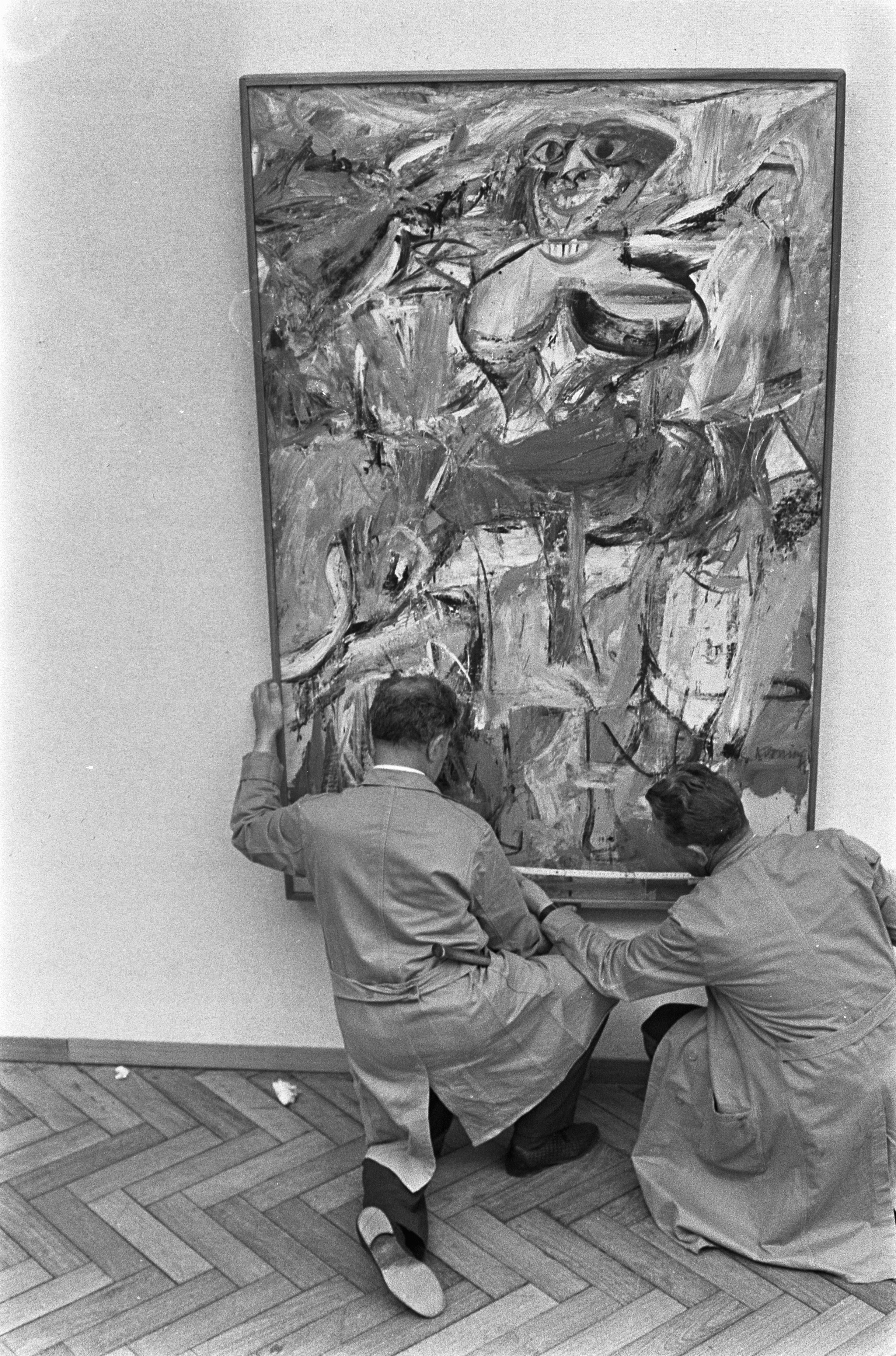
Montagem de uma exposição de Willem de Kooning, vendo-se uma tela da série Mulheres, pela qual é mais conhecido.

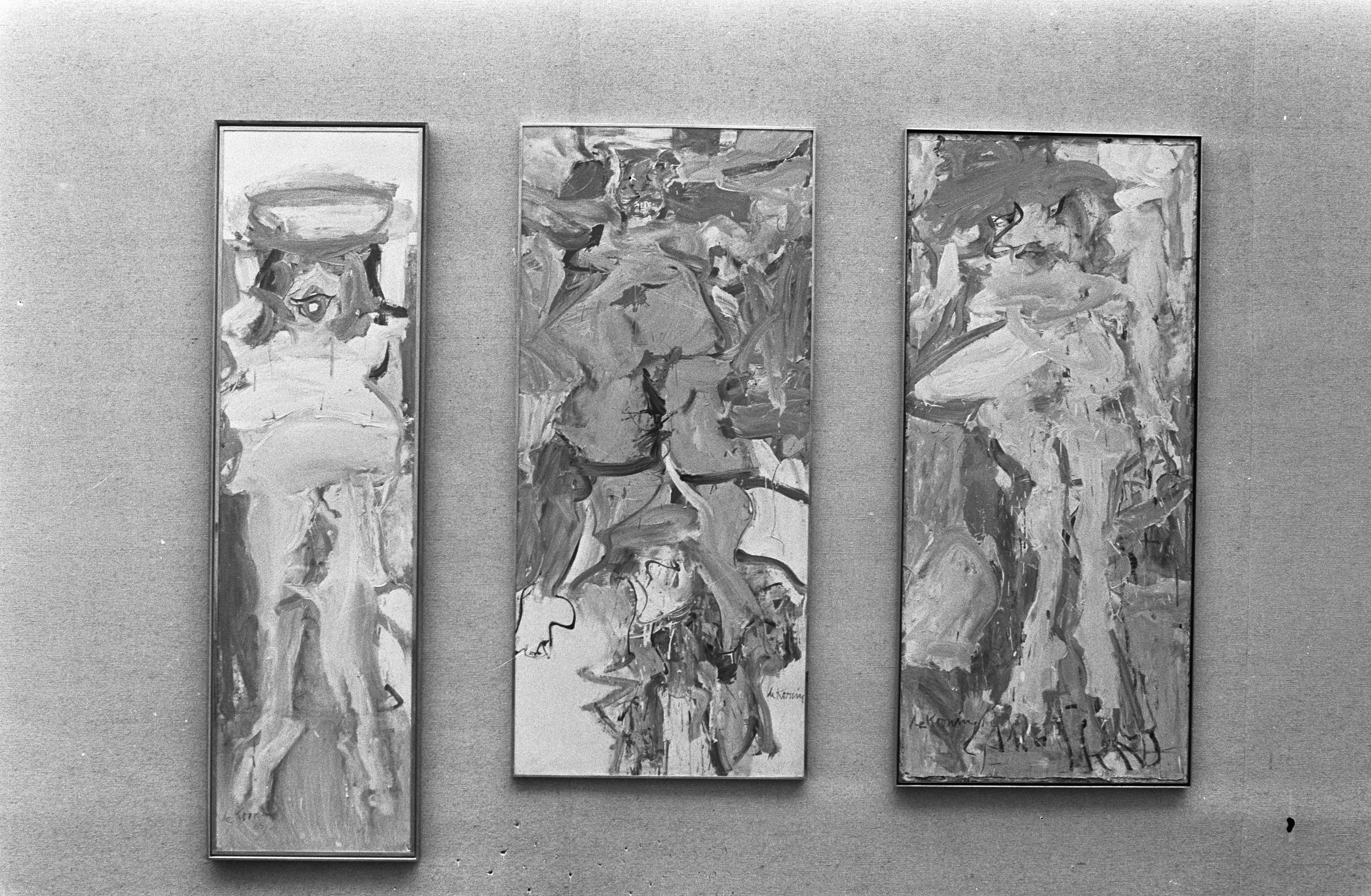
Três obras da série Mulheres.

Suas primeiras obras eram figurativas, e seu caminho em direção à abstração esteve ligado ao impacto lírico e liberalizante do jazz que conheceu em Nova Iorque, assim como ocorreu com outros artistas da época. Absorveu ensinamentos de Fernand Léger, sob cuja direção projetou murais para o programa artístico da Works Progress Administration, de Arshile Gorky, do cubismo de Pablo Picasso, e de certa forma acompanhou os postulados de Clement Greenberg, um dos mais influentes críticos de arte de meados do século XX, o qual dizia que as artes sempre guardaram relações entre si, e que era tempo da pintura buscar sua própria autonomia como linguagem. Essa postura levou a uma pesquisa dos meios formais e estéticos que seriam característicos da pintura. Para Greenberg a pintura estivera até então fundada na primazia do tema, o que para ele era típico da literatura, e entendia que as propostas do modernismo direcionaram corretamente a pintura para a primazia da forma. Além disso, ele enfatizava que a pintura deveria ser plana, ou seja, estritamente contida na dimensão do suporte, sem uma materialidade acumulativa que produzisse relevos ou volumes, que seriam próprios da escultura.
De Kooning não incorporou o ditado de Greenberg literalmente. Sua produção mais conhecida mantém ligações com temas e com a figuração, e mesmo que as figuras sejam quase completamente dissolvidas na abstração, muitas vezes figuras ou sugestões de figuras permanecem uma referência perceptível. Para o crítico Bert Stern, suas pinturas, arrojadas para a época, não se referiam a uma representação do natural, o que ele e seus colegas do expressionismo abstrato queriam era utilizar a linguagem estética para expressar o que seriam suas emoções pessoais e suas poéticas visuais, e embora a forma sugerisse elementos da natureza, seja do corpo humano, seja da paisagem ou de interiores, "não se destina a descrevê-los. Destina-se a comunicar emoções dos artistas". Também a materialidade adquire em sua produção uma ênfase significativa, com pinceladas bem visíveis, empastos, gotejamentos, colagens e texturas. Com efeito, a pincelada como determinante da expressividade é um elemento absolutamente definidor da sua obra madura, associando-se ao estilo da action paintig, ou pintura de ação, uma subcategoria do expressionismo abstrato batizada por Harold Rosenberg, outro crítico extremamente influente, que pregava que a tela devia ser uma arena para a ação do pintor, onde a gestualidade se torna um aspecto central. Rosenberg estava pensando na obra de Jackson Pollock ao cunhar o termo pintura de ação, mas a abordagem de De Kooning é bem diversa.
Apesar de ser usualmente vinculado ao expressionismo abstrato, ele se liga mais especificamente ao gênero da pintura de ação, do qual foi um dos mais importantes representantes. O artista recusava categoricamente pertenças ou afiliações a movimentos artísticos específicos, e rejeitava o termo action painting. Segundo Gabriel San Martin, considerá-lo um artista somente abstrato é um reducionismo inadequado, "parece-me que é em de Kooning que, pela primeira vez, a tela se mostra capaz de ser transformada em uma arena gestual ainda que figurativa, diferente do que pensaram Greenberg e Rosenberg. [...] Em sua famosa série de retratos femininos Woman (Mulheres), dos anos cinquenta, o seu traço sintético, bruto e violento revela a espontaneidade e expressividade de seu impulso artístico. A grande peculiaridade definitivamente consiste em, apesar de ter a tela transformada em arena, De Kooning frequentemente ter por motivo a composição de uma figura. O que parece abstrato a um primeiro olhar descuidado, em vista da capacidade do artista em formular uma decomposição lírica não muito distante do nível daquelas geradas pelos cubistas no início do seu período analítico, não demora para ser percebida enquanto figura". Para Luiz Carlos Leite, mesmo em seus momentos mais abstratos a pintura de De Kooning frequentemente remete ao mundo concreto, seja nos títulos das obras, seja no repertório de gestos abstratos que desenvolveu para sintetizar sua impressão e suas reminiscências da natureza, das pessoas e dos lugares que lhe eram relevantes.
Sua produção foi um dos principais elos de ligação entre o modernismo europeu e a Escola de Nova Iorque. De acordo com Patricia Failing, "no final da década de 1950, na opinião de muitos, o pintor mais influente em atividade no mundo era o mestre expressionista abstrato William de Kooning. Embora somente em 1948 tenha feito sua primeira individual, De Kooning já havia adquirido uma formidável reputação no underground, que serviu para impulsioná-lo à proeminência, junto com Jackson Pollock, como um dos principais expoentes da action painting".